# Wemale (lud)
Wemale – grupa etniczna zamieszkująca zachodnią część wyspy Seram, w archipelagu Moluków we wschodniej Indonezji. Ich populacja wynosi 40 tys. osób.
Posługują się własnym językiem wemale z wielkiej rodziny austronezyjskiej, współistniejącym z malajskim ambońskim i indonezyjskim. Ich rodzimy język jest rozdrobniony wewnętrznie. Z danych publikacji Atlas bahasa tanah Maluku (1996) wynika, że istnieją dwa języki wemale (północny i południowy).
Wemale wyznają chrześcijaństwo (protestantyzm), przy czym w folklorze utrzymują ślady dawnej mitologii (mityczne istoty Rabie i Hainuwele). Bywają podkładani pod pojęcie Alifuru.
Historycznie znajdowali się w sferze politycznej sułtanatów Ternate i Tidore. Przez długi czas opierali się wpływom zewnętrznym. Na pocz. XX w. zostali podporządkowani holenderskiej administracji kolonialnej i zaczęli przejmować kulturę ambońską. Ich rodzimy język jest wypierany przez malajski amboński.
Do głównych zajęć ludu należą: ręczne rolnictwo tropikalne (uprawa roślin korzeniowych i bulwiastych, roślin strączkowych, bananów), łowiectwo. Na obszarach nisko położonych zajmują się produkcją sago. Prowadzą hodowlę trzody chlewnej, drobiu i psów; polują na dziki, jelenie, torbacze i węże. Pożywienie na bazie roślin (bataty, taro, pochrzyn, mączka sago) i mięsa.
Na społeczność wiejską składają się lokalizowane segmenty rodów matrylinearnych (luma-inai). Związek małżeński ma charakter matrylokalny.